# Grote otterspitsmuis
De grote otterspitsmuis (Potamogale velox)  is een zoogdier uit de familie van de otterspitsmuizen (Potamogalidae). De wetenschappelijke naam van de soort werd voor het eerst geldig gepubliceerd door Paul du Chaillu in 1860. Het is de enige soort uit het geslacht Potamogale.

## Kenmerken
Dit dier heeft een ronde snuit, een lang en lenig lijf en een lange gespierde, zijdelings afgeplatte staart waarmee hij als een otter zwemt. Otterspitsmuizen hebben echter geen zwemvliezen.De kleine ogen en oren staan hoog op de kop. De lengte bedraagt 29 tot 35 cm, met een staart van 24 tot 90 cm en een gewicht van ongeveer 350 gram.

## Leefwijze
Deze solitaire soort bewoont uiteenlopende watertypen, van stilstaande laaglandplassen tot woeste bergbeken tot 1800 meter hoogte. Ze zijn meestal ’s nachts actief. Zijn voedsel bestaat uit vissen, kikkers, schelpdieren en ander klein gedierte uit zoete wateren. Het hol ligt op de oever en heeft een ingang onder water.

## Voorkomen
De soort komt voor in West- en Centraal-Afrika.